# Banja Luka-Beograd II
La Belgrado-Banja Luka II era una corsa in linea di ciclismo su strada, svoltasi dal 2007 al 2017 tra Belgrado, in Serbia, e Banja Luka, nella Repubblica Serba di Bosnia ed Erzegovina. Nelle undici edizioni organizzate fu sempre parte del circuito UCI Europe Tour come prova di classe 1.2; dal 2007 al 2008 e dal 2015 al 2017 si svolse sul percorso da Banja Luka a Belgrado, mentre dal 2009 al 2014 fu corsa sul tracciato inverso.
Dal 2018 è stata fusa con l'altra corsa in linea Belgrado-Banja Luka I a formare la corsa a tappe Belgrado-Banja Luka.

## Albo d'oro
Aggiornato all'edizione 2017.
| Anno | Vincitore        | Secondo           | Terzo                |
| ---- | ---------------- | ----------------- | -------------------- |
| 2007 | Žolt Der         | Jure Kocjan       | Igor Kranjecs        |
| 2008 | Matej Stare      | Matej Gnezda      | Daniele Callegarin   |
| 2009 | Vladimir Kerkez  | Bálint Szeghalmi  | Boštjan Rezman       |
| 2010 | Matej Marin      | Nik Burjek        | Borislav Ivanov      |
| 2011 | Matija Kvasina   | Matej Jurčo       | Luka Mezgec          |
| 2012 | Matej Mugerli    | Marko Kump        | Riccardo Zoidl       |
| 2013 | Matej Mugerli    | Markus Eibegger   | Jan Sokol            |
| 2014 | Ivan Stević      | Georgios Bouglas  | Stefan Schäfer       |
| 2015 | Andi Bajc        | Lukas Pöstlberger | Ivan Stević          |
| 2016 | Filippo Fortin   | Vitalij Buc       | Oleksandr Surutkovyč |
| 2017 | Nicola Gaffurini | Paolo Totò        | Dušan Rajović        |